# Virginia Squires 1974-1975
La stagione 1974-75 dei Virginia Squires fu l'8ª nella ABA per la franchigia.
I Virginia Squires arrivarono quinti nella Eastern Division con un record di 15-69, non qualificandosi per i play-off.

## Roster
| N° | Naz.                   | Ruolo | Sportivo        | Anno | Alt. | Peso |
| -- | ---------------------- | ----- | --------------- | ---- | ---- | ---- |
| 5  | Stati Uniti (bandiera) | AC    | Cincy Powell    | 1942 | 201  | 100  |
| 11 | Stati Uniti (bandiera) | G     | Darrell Elston  | 1952 | 193  | 86   |
| 13 | Stati Uniti (bandiera) | G     | Dave Twardzik   | 1950 | 185  | 79   |
| 14 | Stati Uniti (bandiera) | G     | Bill Higgins    | 1952 | 188  | 82   |
| 15 | Stati Uniti (bandiera) | AC    | Lamar Green     | 1947 | 201  | 95   |
| 20 | Stati Uniti (bandiera) | G     | Glen Combs      | 1946 | 188  | 84   |
| 22 | Stati Uniti (bandiera) | C     | Aulcie Perry    | 1950 | 208  | 95   |
| 24 | Stati Uniti (bandiera) | AC    | Red Robbins     | 1944 | 203  | 86   |
| 30 | Stati Uniti (bandiera) | GA    | George Irvine   | 1948 | 198  | 91   |
| 31 | Stati Uniti (bandiera) | A     | Mike Jackson    | 1949 | 201  | 98   |
| 33 | Stati Uniti (bandiera) | GA    | Lloyd Batts     | 1951 | 193  | 84   |
| 40 | Stati Uniti (bandiera) | G     | Barry Parkhill  | 1951 | 193  | 84   |
| 42 | Stati Uniti (bandiera) | A     | Willie Wise     | 1947 | 196  | 95   |
| 44 | Stati Uniti (bandiera) | GA    | Johnny Neumann  | 1951 | 198  | 91   |
| 45 | Stati Uniti (bandiera) | C     | David Vaughn    | 1952 | 211  | 100  |
| 52 | Stati Uniti (bandiera) | AC    | Lionel Billingy | 1952 | 206  | 98   |

## Staff tecnico
- Allenatore: Al Bianchi
- Vice-allenatore: Al Bailey